# 第二次スーダン内戦
第二次スーダン内戦（だいにじスーダンないせん、英語: Second Sudanese Civil War）は、1983年に当時のヌメイリ政権が国政にイスラム法を導入したことに南部の非アラブ系住民（大半が黒人でアニミズム、一部キリスト教徒）が反発し勃発したスーダンの内戦である。2005年までほぼ22年間続いたことから約250万人が犠牲になり、400万人以上が国内避難民になり、80万人以上が隣国への難民となった。この内戦で、南部のヌエル族やディンカ族の子どもたち約2万人が居住地を追われて孤児となり、ロストボーイズ・ロストガールと呼ばれる集団避難民となった。

## 前史

### 背景
この戦争は通常、北のアラブ系に支配された政府に対する南の非アラブ系住民の戦いであるとされる。ナイル川沿岸に基盤を置いた王国や列強が数世紀の間スーダンの内陸の人々と戦ってきた。遅くとも17世紀以降、中央政府は南と内陸のスーダンの支配と搾取を試みた。
イギリスはムハンマド・アリー朝に代わってスーダンを制圧すると、南北に分断して支配した。南部はケニア・タンガニーカ・ウガンダなどの他の東アフリカの植民地と同様に支配され、北部はエジプトとの共同統治でアラビア語を共通語とした。北部の者が南部での地位を得ることも、南北の通商も妨げられた。
北部の圧力を受け、1946年にイギリスは南北の統合を決め、南部でもアラビア語が公用語とされ、北部の者が権限を得るようになった。英語の学業を修めた南部のエリートは政権に入れず、変化に憤慨した。脱植民地化でハルツームの北部エリートがほぼ全ての権力を握り、南部では不満が高まった。

### 第一次スーダン内戦
北のムスリムのアラブ系による支配への南の不満が、エカトリア地方での南部の部隊による反抗となって、1955年に現れた。連邦制を構築するとのイギリスにした約束を、ハルツーム政府が反古にしたことへの、これらの部隊の動揺であった。以降17年間、南部地方の住民は第一次スーダン内戦に巻き込まれ、様々な南部の指導者が地域の自治あるいは完全な分離に賛成する世論を喚起した。
1972年に、内部の問題に関して南部スーダンに大幅な自治を与えるアディスアベバ合意の署名により、北部政府に対する慢性的な反乱は一旦終了した。

### 油田の発見
第二次内戦の要因の一つは、スーダンの天然資源にあった。特に南部のコルドファンには重要な油田がある。石油収入はスーダンの輸出所得の約70%を占める。ナイル川の多くの賜物と南部スーダンの降水量により、南部は水が利用しやすく、ずっと肥沃である。北部はサハラ砂漠の端にある。これらの資源を支配したい北部の願望と、北部の影響力を排除したい南部の願望も、戦争に繋がった。

### シャリーア導入

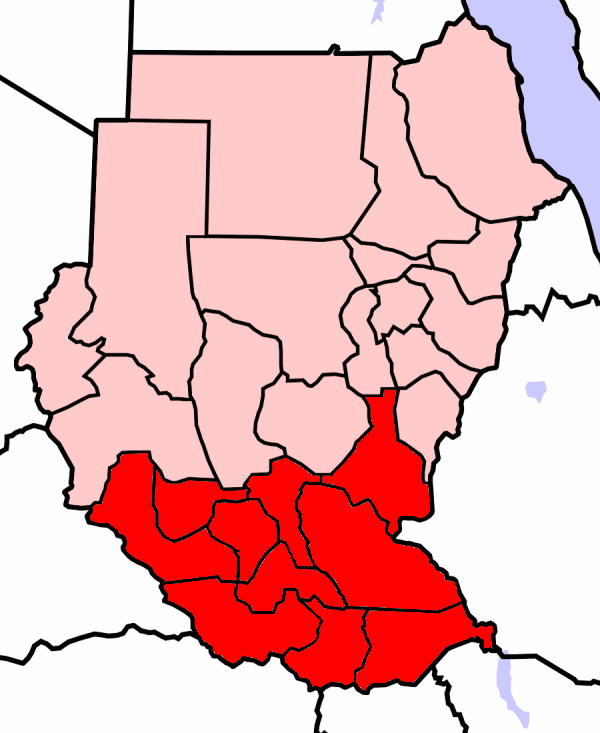
南スーダン

1983年に、ヌメイリ政権のイスラーム化運動の一環としてスーダンをムスリム・アラブ国家にする意向が示された。南部は3つの地域に分割され、シャリーアが導入された。これにはムスリム集団の間でも議論となった。ヌメイリ政権のスーダン社会のイスラーム化の信頼性に疑問を示した、マフディー派指導者のサーディク・アル＝マフディーは、自宅軟禁下に置かれた。4月23日、ヌメイリは非常事態を宣言し、シャリーアの適用を拡大した。憲法上で最も保障された権利が停止され、「明白な治安裁判所」と分かる、刑事事件に対する大まかな司法権を持つ非常時法廷が、後に北部で設置された。窃盗に対する切断やアルコール所持に対する公開鞭打ちは、非常事態の間、一般的であった。北に住んでいる南部人と他の非イスラム教徒も、これらの罰を受けさせられた。これらの出来事と、他の長年の不満も、内戦再開の元になった。

## 戦闘の経過

### SPLA

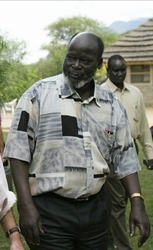
スーダン人民解放軍を率いたジョン・ガラン

1983年、非アラブ系黒人主体で「新スーダン」建設を掲げる反政府組織スーダン人民解放軍/運動 (SPLA/M) が、ソ連とエチオピアの支援を受けたジョン・ガランの指導の下に組織された。SPLAは、既存の反政府勢力アニャニャIIと主導権を巡る内部抗争を始めた。軍事経験の乏しいガランに代わってサルバ・キール・マヤルディが戦闘の指揮をとるようになりSPLAの参謀長として活躍した。
1984年9月、ヌメイリは非常事態の終了を宣言し、非常時裁判所を閉鎖したが、すぐに非常時裁判所の業務の多くを引継ぐ新たな刑法を施行した。非イスラム教徒の権利が尊重されるとのヌメイリの公式の保証に拘らず、南部人と他の非イスラム教徒は深い疑問を持ち続けた。

### クーデターとマフディー＆ウンマ党政権
1985年初め、ハルツームは燃料とパンの深刻な不足に見舞われ、南部では戦闘が拡大し、旱魃と飢饉の中、難民が増えていった。ヌメイリが不在の4月の初めに、最初はパンと他の主要製品の値上げによって引き起こされた、大規模なデモがハルツームで起きた。4月6日、アブドッラフマーン・スワール・アッ＝ザハブ将軍率いる軍の上級将校が、クーデターを起こした。新政権の最初の行為は、1983年の憲法の停止と、スーダンをイスラーム国家にする意向を宣言した命令の取消し、ヌメイリのスーダン社会主義連合の解散だった。しかし、シャリーアの導入を決めた「9月法」と呼ばれる法律は停止されなかった。15人の暫定軍事評議会メンバーが指名され、ザハブが議長となった。「集会」として知られる政党と労働組合と職業組織の非公式の会議との協議により、評議会はアル＝ジャズーリ・ダファアッラー博士を首相とする臨時の文民内閣を指名した。
1986年4月に選挙が行われ、軍事評議会は公約通り民政移管した。ウンマ党のサーディク・アル＝マフディーを首相とし、民主統一党 (DUP)、民族イスラム戦線（NIF, ハサン・トラービー）と、いくつかの南部の政党が連立した。この連立は、数年にわたって数回解散と改造を繰返したが、マフディーとウンマ党が常に中心となった。

### 和平交渉
5月、マフディー＆ウンマ党政権は SPLA と和平交渉を始めた。その年、SPLA と他の政党のメンバーはエチオピアで会合し、シャリーアの廃止を求めるコカダム宣言に合意していた。1988年 SPLA と DUP は、エジプトとリビアとの軍の協定の廃止、シャリーアの凍結、非常事態の終了、停戦を求める和平案に合意した。憲法議会の招集も予定された。この期間中、内戦の死者が増加し、経済は悪化し続けた。
必需品が1988年に値上げされ暴動が起こり、値上げが取消された。マフディーは11月 SPLA と DUP の和平案を拒否し、DUP は政権を離脱した。新政権はウンマ党とイスラム原理主義の NIF で構成された。1989年2月に、軍はマフディーに最後通告を示した。彼は和平を進めるか、追い出されることになった。彼は DUP と新政府をつくり、SPLA/DUP合意を承認した。

### バシール政権
憲法議会は1989年9月に仮計画された。しかし6月30日オマル・アル＝バシール大佐らがNIFの扇動と支持の下、救国革命指導評議会を政権に置き換えた。15人の将校（1991年に12人に減員）からなる軍事政権で、文民内閣がこれを支えた。アル＝バシール将軍は大統領と首相、最高司令官を兼任した。
バシール政権は労働組合や政党その他「非宗教」組織を禁止し、78,000人の軍人、警察官、文民行政官が体制変革のために追放された。1989年後半から SPLA と、アラブ系イスラム主義者のオマル・アル＝バシール政権、双方の衝突が南部で激化した。

### エチオピア政変
1991年5月にエチオピアでメレス・ゼナウィによる政変があり、SPLAは後ろ盾を失い三分裂した。1991年には、切断と石打ちを含む残酷な刑を全国的に導入する新刑法が施行された。南部の州は、これらのイスラームの禁令や罰から公式には除外されたが、1991年の法は、南部でのシャリーアの将来的な適用の可能性をもたらした。

### ディンカ虐殺
ディンカとヌエル族の戦争も平行して起こっていた。1991年11月15日、スーダン（現南スーダン）南部のジョングレイ州ボルで、ヌエル族のリエック・マチャルによるディンカ虐殺が起こった。

### 内戦の拡大
1993年、政府は南部の非ムスリムの裁判官を北部へ転任させ、全てムスリムに置き換えた。治安警察の導入で、北部に住む南部人や非ムスリムへのシャリーアによる逮捕、取り調べが推し進められた。
1995年3月に、米国のカーター元大統領の仲介で一時停戦が実現したが、1996年に、SPLAとエリトリアに拠点を置いた多党派連合国民民主同盟 (NDA) が、政府に対する共闘を開始し、内戦が拡大した。

## 和平協定
1997年4月、SPLAを除く反政府勢力4派と政府が和平協定に調印し、1998年5月4日、政府とSPLAの代表がケニアのナイロビで約半年ぶりに和平交渉を再開したが、一方で、東南部では戦闘が継続していた。
その後、エジプトとリビアによる仲介工作、スーダンと隣国6か国でつくる政府間開発機構 (IGAD) による仲介に加え、スーダンの石油資源に関心を示すアメリカが2002年1月に特使を派遣し、積極的な調停に乗り出した。この結果、7月20日、政府とSPLAは、SPLAが実効支配する南部の帰属をめぐる住民投票を2008年に実施することなどを柱とした和平の枠組みに合意し、27日に、バシール大統領とSPLAのジョン・ガラン最高司令官がウガンダのカンパラで初会談をもった。これを受け、8月12日からケニアのマチャコスで包括的和平合意を目指した交渉が再開されたが、SPLAが南部の要衝トリトを武力制圧したことなどを受け中断した。その後、2003年1月に交渉を再開することで両者は合意。曲折を経た和平交渉は翌々年の2005年1月9日になって、21年続いた内戦を終結させるスーダン政府とSPLAの南北包括和平合意（CPA）調印にようやく至った。CPAは、6年の間の北部と南部の合体による暫定統一政権、南部に自治政府の設置、5年後の暫定統一政権の首長選挙、6年後の南部の独立の是非を問う住民投票が骨子となっている。

## 影響
CPAの実施が遅れた為、2011年南部スーダン独立住民投票は2011年1月9日から15日に実施された。
2011年7月9日に、南スーダン共和国が独立した。
2013年12月14日、リエック・マチャル前副大統領によるクーデター未遂事件をきっかけに、ディンカとヌエル族の対立が再燃した。

## 脚註
1. ↑  Lee J.M. Seymour, Review of Douglas Johnson, The Root Causes of Sudan’s Civil Wars. African Studies Quarterly, African Studies Quarterly, Volume 7, Issue 1, Spring 2003 (TOC). Accessed 10 April 2007.
2. ↑  What's happening in Sudan?, Sudanese Australian Integrated Learning (SAIL) Program. Archived 27 December 2005 on the Internet Archive. Accessed 10 April 2007.
3. ↑  Clammer, Paul (2005). Sudan: Bradt Travel Guide. Bradt Travel Guides 2011年3月22日閲覧。